# Offenhauser
La Offenhauser, conosciuta anche come Offy, fu un'azienda statunitense costruttrice di motori per auto da corsa fondata da Fred Offenhuaser ed attivo nelle gare americane tra il 1933 e il 1983. L'azienda iniziò l'attività dopo la grande depressione, quando il suo fondatore, che era stato per lunghi anni il capotecnico della casa costruttrice Miller, riadattò all'uso automobilistico il 4 cilindri per uso marino di questa azienda (una commessa che il proprietario Harry Miller aveva ritenuto di scarso interesse commerciale) e lo affinò anno dopo anno.

## Storia
Tra il 1950 e il 1960 la 500 Miglia di Indianapolis era parte del Campionato Mondiale, per questo motivo la Offenhauser ha all'attivo 12 Gran Premi di Formula 1 con 11 vittorie, 9 pole position e 10 giri più veloci in gara.
Il motore Offenhauser, derivato dai propulsori Miller dominò la 500 Miglia dagli anni cinquanta sino alla metà degli anni sessanta. Con l'arrivo della Ford nel 1963 e la sua prima vittoria a Indianapolis nel 1965 gli Offy persero la loro supremazia nella American Championship car racing, ma rimasero ancora competitivi per svariati anni a venire vincendo gare fino al 1978.
La casa statunitense scomparve dalle scene dopo la fallita qualificazione con due vetture Vollstedt alla 500 Miglia di Indianapolis del 1983.